# Psychologische Mittwoch-Gesellschaft
Die Psychologische Mittwoch-Gesellschaft (auch Psychologische Mittwochsgesellschaft genannt) war der erste psychoanalytische Arbeitskreis. Er wurde 1902 auf Initiative von Sigmund Freud in Wien gegründet. Durch Umwandlung in einen Verein entstand aus der Mittwoch-Gesellschaft im Jahr 1908 die Wiener Psychoanalytische Vereinigung.

## Geschichte

### Gründung

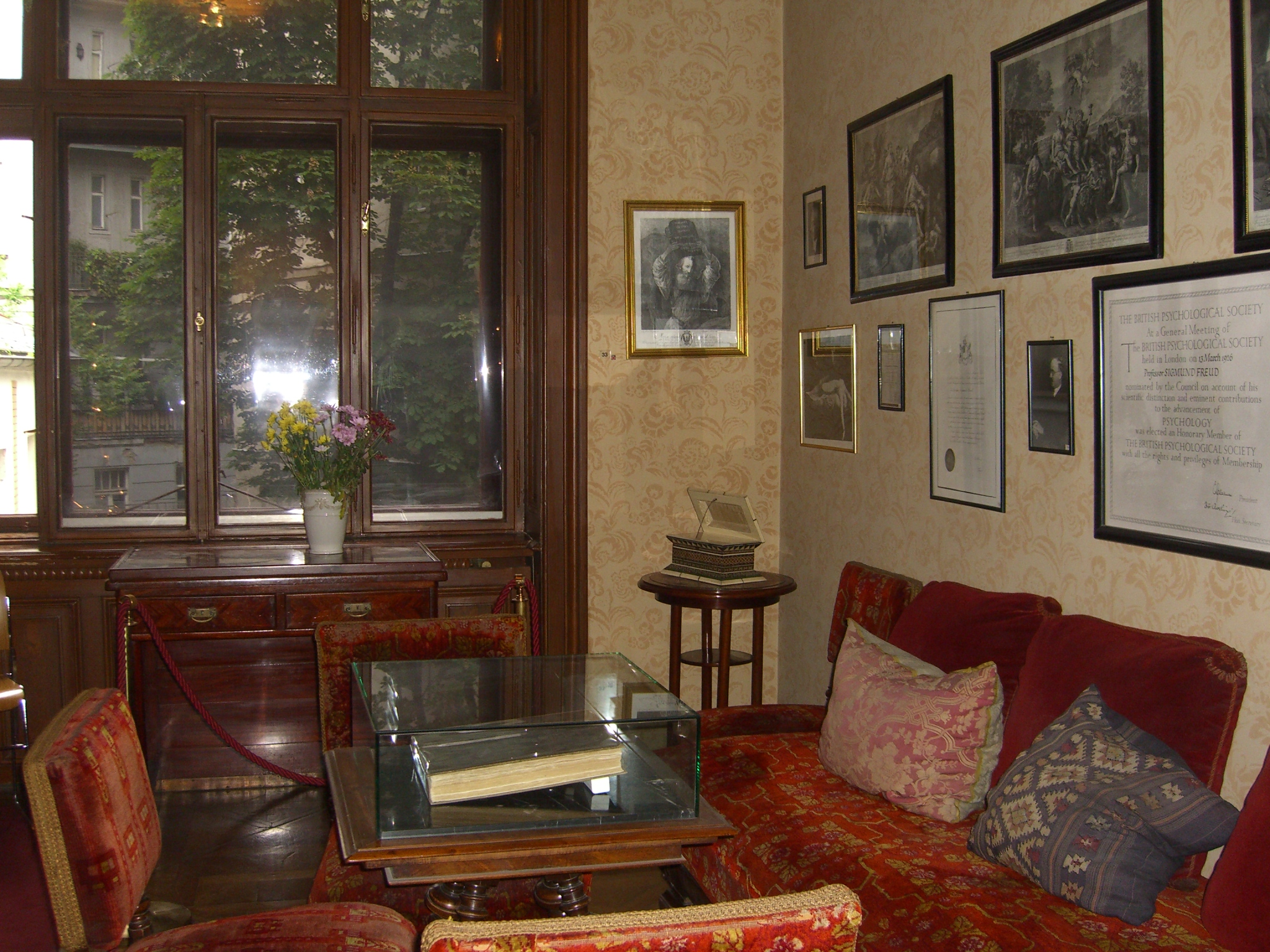
Das Wartezimmer in einer späteren Möblierung

Sigmund Freud hatte seit 1900 Vorträge vor einem kleinen Kreis gehalten, der von seiner neuen Sichtweise fasziniert war. Im Herbst 1902 rief Freud die Mittwoch-Gesellschaft ins Leben, als er mit einer Postkarte Alfred Adler, Max Kahane, den Musikwissenschaftler Rudolf Reitler und Wilhelm Stekel einlud, eine kleine Gesellschaft zu gründen, um im kollegialen Kreis über psychoanalytische Arbeiten zu diskutieren.
Die rasch größer werdende Gruppe traf sich regelmäßig mittwochs abends um 20:30 Uhr im Wartezimmer der Praxis Freuds in der Berggasse 19 im 9. Wiener Bezirk. Diskutiert wurden Krankengeschichten, Fragen der Theoriebildung, künstlerische und gesellschaftliche Fragen sowie solche der Entwicklung der neuen Wissenschaft. Der Ablauf der Abende waren zunächst wenig geplant, man saß an einem langen Tisch mit Blick ins Studierzimmer Freuds. Es wurden schwarzer Kaffee, Kuchen und Rauchwaren angeboten. Die erste Zeit der Mittwoch-Gesellschaft wird als inspirierend und harmonisch beschreiben.

### Wachstum
Die Aufnahme neuer Mitglieder erfolgte einstimmig. 1906 hatte die Gesellschaft 17 Mitglieder und man entschloss sich, einen besoldeten Schriftführer zu beschäftigen. Otto Rank wurde der Schriftführer. Er notierte die anwesenden Mitglieder, Gäste und Beiträge und erstellte ausführliche inhaltliche Aufzeichnungen. Nachdem die Gesellschaft eine Größe erreicht hatte, die in den Räumlichkeiten Freuds nicht mehr gut unterzubringen war, wurden die Treffen in einen Raum in der Medizinischen Fakultät verlegt.
Mit der Zeit kam es zu inhaltlichen und persönlichen Auseinandersetzungen, die an Schärfe zunahmen und zu einigen Austritten führten. Peter Gay führt dies neben den üblichen Streitereien in einer Gesellschaft auch auf den damals provokanten Charakter der Psychoanalyse zurück: „… der provozierende Inhalt der psychoanalytischen Forschung, der an die am sorgsamsten behüteten Stelle der menschlichen Psyche rührte, forderte seinen Tribut und schuf eine allgegenwärtige Reizbarkeit.“ Ebenso zeigten sich Anfänge von Auseinandersetzungen, wie etwa die zwischen Freud und Adler in Bezug auf die Frage eines Aggressionstriebes, die zu einer Differenzierung in verschiedene psychoanalytische Gesellschaft führten.

### Wiener Psychoanalytische Vereinigung
Am 8. April 1908 wurde die Mittwoch-Gesellschaft in einen Verein umgewandelt, der den Namen Wiener Psychoanalytische Vereinigung erhielt. Aus dieser gingen 1910 die Internationale Psychoanalytische Vereinigung und im Verlauf zahlreiche nationale Arbeitskreise hervor, an deren Gründung auch einige Mitglieder der Psychologischen Mittwoch-Gesellschaft und ihrer Gäste beteiligt waren.

## Mitglieder und Gäste
Die Gründungsmitglieder waren Sigmund Freud, Alfred Adler, Max Kahane, Rudolf Reitler und Wilhelm Stekel.
Weitere Mitglieder waren Alfred Bass, Guido Brecher,  Adolf Deutsch, Leonid Drosnés, Max Eitingon, Paul Federn, der Musikhistoriker Max Graf, Hugo Heller, Margarete Hilferding, Eduard Hitschmann, Guido Holzknecht, Carl Gustav Jung, Nikolai Jewgrafowitsch Ossipow, Ernst Papanek, Otto Rank, Hanns Sachs, Isidor Sadger, Herbert Silberer, Sabina Spielrein, Rudolf Urbantschitsch und Fritz Wittels. Als Gäste besuchten u. a. Lou Andreas-Salomé, Ludwig Binswanger, Abraham Brill, Ernest Jones, Sándor Ferenczi und Eduard Weiß die Abende der Mittwoch-Gesellschaft.
Von den Mitgliedern der Mittwoch-Gesellschaft wurden Bass, Brecher, Deutsch, Hilferding, Sadger und Spielrein Opfer der Shoa. Rechtzeitig vor den Nationalsozialisten fliehen bzw. emigrieren konnten neben Freud selbst Eitingon, Federn, Graf, Hitschmann, Papanek, Rank, Stekel, Urbantschitsch und Wittels.

## Protokolle
Die von Rank geführten Protokolle wurden von Freud aufbewahrt und vor den Nationalsozialisten gerettet. Paul Federn übergab sie Hermann Nunberg, der sie später zusammen mit Ernst Federn veröffentlichte. Sie erschienen ab 1962 zunächst in einer englischen Übersetzung. Sie enthalten Erörterungen von Krankengeschichten, literarischen Arbeiten, Personen und psychiatrischer Literatur und stellen einen bedeutsamen Beitrag zur Geschichte der Psychoanalyse dar. So zeigen sie, dass neben den fachlichen Ausführungen oft auch recht persönlichen Selbstoffenbarungen vorkamen und dass therapeutische und kollegiale Beziehungen in dieser Zeit noch nicht voneinander getrennt wurden.
- Hermann Nunberg, Ernst Federn (Hrsg.): Protokolle der Wiener Psychoanalytischen Vereinigung. Band 1–4. S. Fischer, Frankfurt/Main 1976. ISBN 3-10-022737-9.
- Freud im Gespräch mit seinen Mitarbeitern: aus den Protokollen der Wiener Psychoanalytischen Vereinigung. Herausgegeben, eingeleitet und mit Zwischentexten versehen von Ernst Federn, Fischer Taschenbuch, Frankfurt am Main 1984, ISBN 3-596-26774-9.